# Norwegian Getaway (schip, 2014)
Norwegian Getaway is een cruiseschip van de Amerikaanse rederij Norwegian Cruise Line. Het werd gebouwd in 2014 door de Meyer Werft in Papenburg (Duitsland) als zusterschip van de Norwegian Breakaway. Ten tijde van de doop was het op acht na grootste cruiseschip ter wereld.
Het schip kwam in het nieuws nadat een lid van de bemanning op 28 mijl ten noordwesten van Cuba overboord viel. Het bemanningslid werd na 22 uur levend en wel ontdekt door een steward van een ander cruiseschip, de Carnival Glory. De scheepsmaatschappij en de U.S. Coast Guard hadden uren gezocht, maar hadden de zoektocht uiteindelijk gestaakt.